# Kościół św. Marcina w Borzyszkowach
Kościół św. Marcina w Borzyszkowach – drewniany kościół parafialny we wsi Borzyszkowy, w gminie Lipnica, w powiecie bytowskim, w województwie pomorskim.

## Historia
Świątynia wybudowana w latach 1721–1724. Wzniesiona dzięki staraniom księdza Wojciecha Kleknera. Remontowana w 1913 roku (cieśla A. Lenz) i w latach 1936–1937. W latach 50. XX w. zostało przebudowane przyziemie wieży i dobudowano kruchtę z przodu. Odnowiona w 1971 roku. W 1995 roku zostało wymienione pokrycie dachu.
Wśród wiernych przekazywana jest następująca legenda: "po pożarze kościoła ludzie byli zdania, iż miejsce, gdzie stała świątynia, jest felerne, trzeba zatem kościół parafialny postawić w innym miejscu. Spory w sprawie nowej lokalizacji zakończyć miało następujące wydarzenie: na Świętego Jana (24 czerwca) spadł śnieg na miejscu spalonego kościoła. Społeczność odczytała to wydarzenie jako znak, iż nowa świątynia winna stanąć na dotychczasowym miejscu".

## Budowa i wyposażenie
Świątynia drewniana, jednonawowa o konstrukcji zrębowej. Orientowana, wybudowana z drewna sosnowego. Prezbiterium jest mniejsze, znajduje się od strony nawy, jest zamknięte trójkątnie, z boku mieści się zakrystia. Wieża znajduje się z przodu, posiada konstrukcję słupowo – ramową, jest zbudowana nad nawą, kruchta znajduje się przed nią. Posiada iglicowy blaszany miedziany hełm z chorągiewką z datą „1993”. Dzwon wykonany w 1796, został odlany przez J.M. Meyera. Z boku nawy mieści się druga kruchta. Dach ma dwie kalenice, jest nakryty gontem z czworokątną wieżyczką na sygnaturkę, wyposażoną w dzwon z 1722 roku, odlany przez M. Wittwercka. Jest zakończona blaszanym hełmem z chorągiewką. W kościele sufit płaski z fasetą. Chór muzyczny jest podparty dwoma filarami i posiada prospekt organowy z 1982 roku. Polichromia prezentuje niebo z gwiazdami. Belka tęczowa ma krzyż i późnobarokowe rzeźby Matki Bożej, Świętego Jana Ewangelisty i Świętej Marii Magdaleny z 1 połowy XVIII stulecia. Ołtarz główny z przełomu XVIII i XIX stulecia, wykonany w duchu klasycyzmu. Ołtarze boczne z 1 poł. XVIII stulecia,wykonane w duchu baroku. Ambona z połowy XVIII stulecia, wykonana w duchu baroku, posiada rzeźby Chrystusa, Ewangelistów i Michała Archanioła zabijającego smoka, posiadająca baldachim i malowane herby miejscowej szlachty. Chrzcielnica z 1 poł. XVIII stulecia, wykonana w duchu baroku.
Obecny dzwon na wieży parafia otrzymała w 1948 roku, w miejsce dwóch zabranych przez okupanta w 1943 roku. Zewnętrzna średnica dolna dzwonu: 66 cm., wysokość: 55 cm., waga 143 kg. Dokoła znajduje się napis: "Durch Gottes gnade goss mich I.M. Meyer in Neu Stettin Anno 1796". Na dzwonie widnieje również napis: "Psalm 95 v. 6" oraz tekst: "Kommet in das Haus des Herrn anzubeten euren Gott Horet seinen willen gern und verlast nicht sein gebot So wird er nach diesen leben euch des himmels freunde geben".